# Podolínec
Podolínec is een Slowaakse gemeente in de regio Prešov, en maakt deel uit van het district Stará Ľubovňa.
Podolínec telt 3173 inwoners.